# إدوارد ديتل
إدوارد ديتل (21 يوليو 1890 - 23 يونيو 1944) جنرالًا ألمانيًا خلال الحرب العالمية الثانية قاد الجيش الجبلي العشرين. حصل على وسام صليب الفارس الحديدي بأوراق البلوط والسيوف لألمانيا النازية.

## مهنة عسكرية
ولد ديتل عام 1890، وانضم إلى الجيش في 1 أكتوبر 1909 بصفته فاننيونكر في فوج المشاة الخامس «الدوق الكبير إرنست لودفيج هيس» من الجيش البافاري في بامبرغ. في الحرب العالمية الأولى، تم نشره على الجبهة الغربية حيث أصيب مرتين في أكتوبر 1914 وأكتوبر 1918. خلال جمهورية فايمار، انضم إلى Deutsche Arbeiter-Partei، السابق لحزب العمال الألماني الاشتراكي الوطني، والمجموعة شبه العسكرية فرايكوربس التتابعة لفرانز ريتر فون إب في عام 1919.  استمر ديتل في الخدمة في الجيش الألماني، وكقائد عام، ساعد في تنظيم دورة الألعاب الأولمبية الشتوية لعام 1936 التي عقدت في غارميش بارتنكيرشن. 

### الموت
في 23 يونيو 1944، تحطمت طائرة يونكرز جو 52 التي تحمل ديتل، والجنرال دير إنفانتري توماس-إميل فون ويكيد، والجنرال دير جبيرجستروب كارل إيجلسر، وجنرال لوتنانت دير جبيرجستروبوب فرانز روسي وثلاثة ركاب آخرين بالقرب من قرية ريتينيج الصغيرة، ستيريا. لم يكن هناك ناجون.
حتى عام 1997، كرمت بلدية رينجيلاي في الغابات البافارية ديتل بلوحة تذكارية.

## الجوائز

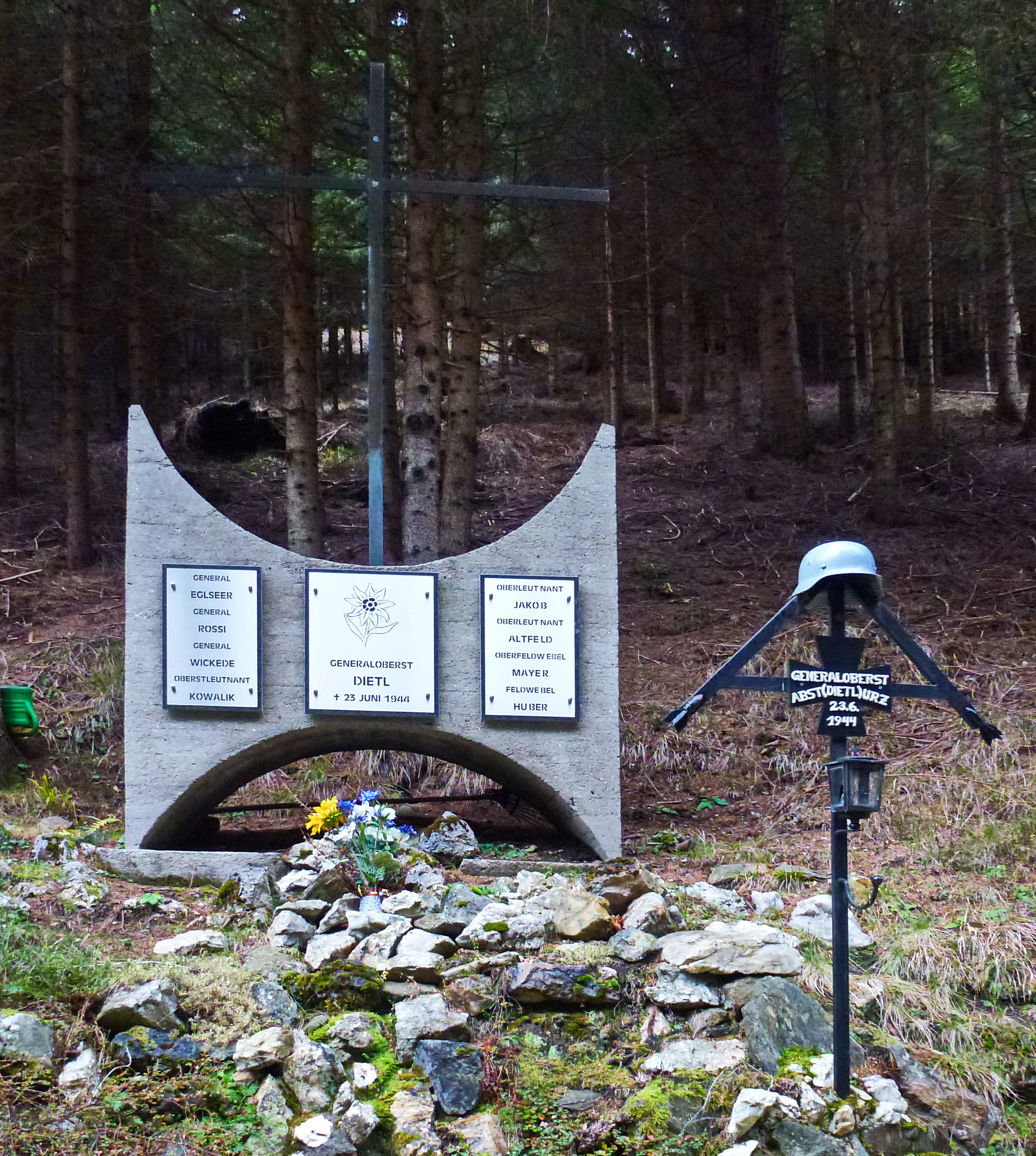
نصب ديتل التذكاري في موقع التحطم

- وسام الأمير ريجنت لويتبولد (بافاريا ؛ 12 مارس 1911) [4]
- الصليب الحديدي (1914) الدرجة الثانية (16 سبتمبر 1914) والدرجة الأولى (3 سبتمبر 1916)
- وسام الشرف العام (هيس) (16 أكتوبر 1915)
- شارة الجرح (1914) باللون الفضي (1917)
- وسام الاستحقاق العسكري البافاري من الدرجة الرابعة بالسيوف (18 يونيو 1918) وصليب القادة (17 أغسطس 1933)
- صليب الشرف في الحرب العالمية الأولي 1914/1918 (18 يناير 1935)
- وسام الفيرماخت للخدمة الطويلة، الدرجة الرابعة مع الدرجة الأولى (2 أكتوبر 1936)
- وسام الألعاب الأولمبية، الدرجة الأولى (1936) [5]
- مشبك الصليب الحديدي (1939) الدرجة الثانية (24 سبتمبر 1939) والدرجة الأولى (15 أبريل 1940)
- شارة حرب المدمرة (5 نوفمبر 1940)
- نارفيك شيلد (21 مارس 1941)
- وسام الفارس الصليبي الحديدي بأوراق البلوط والسيوف
  - صليب الفارس باعتباره جينيرال لوتنانت وقائد 3. تقسيم جبيرس (9 مايو 1940) [6]
  - 1 البلوط يغادر كما Generalleutnant والقائد العام للGebirgs-فيلق Norwegen (19 يوليو 1940)
  - السيوف كغنرال أوبرست والقائد العام لل 20. Gebirgs-Armee (1 يوليو 1944 ، بعد وفاته)
- شارة الطيار / المراقب في الذهب بالماس (5 يناير 1941)
- وسام الاستحقاق من صليب القائد مع تصريح حمل (شيلي ؛ 16 مارس 1934)
- وسام الوردة البيضاء والصليب الكبير مع نجم الثدي والسيوف (فنلندا ؛ 9 نوفمبر 1941)
- وسام صليب الحرية من الدرجة الأولى مع ستار وأوراق البلوط والسيوف (20 يناير 1944) وجراند كروس (فنلندا ؛ 28 يونيو 1944)

## روابط خارجية
- إدوارد ديتل على موقع IMDb (الإنجليزية)
- إدوارد ديتل على موقع مونزينجر (الألمانية)